# 高梁 (新闻工作者)
高梁（1924年7月—），曾用名高洪章，男，天津人，中国新闻工作者，曾任中共中央宣传部对外宣传局局长，中华全国新闻工作者协会主席团委员。